# 격자간여인
《격자간여인》(格子間女人)은 2018년 방송되었던 중국의 드라마이다.

## 소개
- 직장 엘리트 담빈이 일과 사랑에서 여러 시련을 겪은 후 진정한 사랑을 찾는 이야기

## 등장 인물
- 탕옌 - 담빈 역
- 우줘시 - 정예민 역
- 막소기 - 미니 역
- 이승현 - 심배 역
- 임천 (任泉) - 구봉 역
- 한장 (韩张) - 주양 역
- 류희희 (刘浠希) - 제시카 역
- 장희원 (Crystal) - 담효혜 역
- 정효녕 (郑晓宁) - 청웨이 역
- 당육 (唐旭) - 여영린 역